# Западна Сахара
Западна Сахара (арап. الصحراء الغربية [], берб. Taneẓroft Tutrimt, шпан. и фр. Sahara Occidental) је посебна несуверена територија на северозападу Африке. Територија је предмет спора између суверене државе Мароко и војно-политичке организације Полисарио, која је на подручју територије прогласила независну државу: Сахарска Арапска Демократска Република (САДР), а која ужива признање одређеног броја земаља.
Западна Сахара се простире на 266.800 км² и има око 567.000 становника. Територија се граничи са Мароком са сјеверу, Алжиром на сјевероистоку, Мауританијом на истоку и југу и Атлантским океаном на западу. Доминантан језик међу становништвом је арапски, а највећи град (и главни град самопроглашене државе) је Ел Ајун.
На подручју некадашње шпанске колоније Западна Сахара (Шпанска Сахара) током Западносахарског рата 1976. проглашена је Сахарска Арапска Демократска Република (САДР) као суверена држава. До сада су само неке државе, и то углавном афричке, признале САДР, а читавим подручјем управља готово искључиво Мароканска окупациона власт. Полисарио, Влада у избјеглиштву, има своје сједиште у Алжиру. Према међународном праву будућност тог подручја, које су Уједињене нације прогласиле не-независном територијом, зависи од референдума око чијег одржавања још није било могуће постићи сагласност.

## Географија
Западна Сахара се налази на 24°30' сјевер и 13°00' запад. Земља лежи на сјеверу Африке, у подручју западне Сахаре.
Западна Сахара дијели се на сјеверну трећину Сагуиа ел Хамра и јужни дио Рио де Оро. То је вруће, суво пустињско подручје, а преовладава каменита и шљунковита над пјесковитом пустињом. Равна покрајина је само на југу и сјевероистоку мало брежуљкаста. Преовладава пустињска клима, киша је врло ријетка, а у близини обале је честа магла. Вегетација се може наћи само у оазама. Могу се наћи само животиње прилагођене сувој околини, као на примјер пустињски скочимиш.
Већи градови су (према попису становништва 9. септембра 2004):
1. Ел Ајун : 183.691 становника
2. Ад Дакла : 58.104 становника
3. Семара : 40.347 становника
4. Кабо Боџадор : 36.843 становника
5. Ел Марса : 10.229 становника

## Становништво
Земља има 267.405 становника (стање 2004. у дијелу под контролом Полисарија) који су углавном Арапи и Бербери. Старосједилачко становништво су углавном арапски номади, а у међувремену велики број живи као избјеглице у Алжиру или су се иселили у Мароко. Дијелом су их надомјестили усељеници из Марока, привучени великим повластицама мароканске државе. Говори се углавном марокански арапски, и уз њега хасаниа, регионални облик арапског. Готово 100% становништва су муслимани.

## Историја
Феничанска насеља готово да нису оставила трага, а подручје је постало познато тек након увођења камила као каравански пут. Након продора ислама формирале су се на подручју Западне Сахаре групе које су касније као Алморавиди владали већим дијелом Сјеверне Африке и јужне Шпаније.
Шпанци су 1884. прогласили протекторат над подручјем од Кап Боџадора до Кап Бланка. Раније одвојени дистрикти Сагуиа ел Хамра и Рио де Оро су 1958. спојени и проглашени прекоморском Шпанском Сахаром. Након појаве фронта Полисарио и Франкове смрти, Шпанци су напустили то подручје. 1975. је око 300.000 људи ушло у тзв. зеленом маршу из читавог Марока у ту некадашњу колонију.
Полисарио је 27. фебруара 1976. прогласио Сахарска Арапска Демократска Република коју Мароко није признао.
Мароко је 1976. анектирао двије трећине подручја Западне Сахаре, а остатак територије 1979. када се Мауританија повукла с тог подручја. У једном нападу мароканске војске, почетком 1976. је од фосфорних и напалм-бомби погинуло око 25.000 Сахараца.
Коначни статус подручја је још увијек нејасан, јер се одлука о томе одгађа из године у годину. Политичке и војне снаге Сахарске Арапске Демократске Републике и даље постоји као ослободилачки покрет, познате под именом Полисарио, вођене од владе у избјеглиштву. Републику су признале 46 држава свијета (стање 2009).
Године 1992. склопљен је мировни уговор између Марока и Полисарија, али још увијек око 100.000 људи живи у избјегличком логору у алжирском дијелу Сахаре.
Још и данас мароканска страна блокира предвиђено одржавање референдума о независности тог подручја.

## Привреда
Велики дијелови земље су привредно потпуно неразвијени. Путне мреже готово и нема. Значајне привредне гране су риболов, искоришћавање рудног богатства (нарочито фосфата, залихе су једне од највећих на свијету) и узгој датула који је могућ само у оазама. Укупна привреда се снажно субвенционира порезним средствима Марока, а у оквиру пројекта насељавања Мароканаца се и пуно гради.